# Ministri per l'integrazione della Repubblica Italiana
Il ministro per l'integrazione  è stato un ministro senza portafoglio della Repubblica Italiana.
A differenza della maggioranza dei ministri senza portafoglio, per lo svolgimento delle proprie funzioni non si avvaleva di dipartimenti della Presidenza del Consiglio dei ministri, ma di un'apposita struttura di missione istituita ai sensi delle norme che disciplinano l'organizzazione della Presidenza.

## Storia
Nel governo Monti (2011) era presente, per la prima volta, un ministro senza portafoglio con il nome di ministro per la cooperazione internazionale e l'integrazione; il governo Letta invece previde un ministro per l'integrazione.

## Lista
| Ministro                                                     | Ministro         | Ministro               | Partito             | Governo | Mandato          | Mandato          | Leg. |
| Ministro                                                     | Ministro         | Ministro               | Partito             | Governo | Inizio           | Fine             | Leg. |
| ------------------------------------------------------------ | ---------------- | ---------------------- | ------------------- | ------- | ---------------- | ---------------- | ---- |
| Ministro per la cooperazione internazionale e l'integrazione |                  |                        |                     |         |                  |                  |      |
|                                                              | Andrea Ricciardi | Andrea Riccardi (1950) | Indipendente        | Monti   | 16 novembre 2011 | 28 aprile 2013   | XVI  |
| Ministro per l'integrazione                                  |                  |                        |                     |         |                  |                  |      |
|                                                              | Cécile Kyenge    | Cécile Kyenge (1964)   | Partito Democratico | Letta   | 28 aprile 2013   | 22 febbraio 2014 | XVII |